# Rashid Ramzi
Rashid Mohammed Ramzi (arabiska: رشيد محمد رمزي), född den 17 juli 1980 i Marocko, är en friidrottare som tävlar för Bahrain i medeldistanslöpning. 
Ramzis genombrott kom när han slutade som silvermedaljör på 800 meter vid Inomhus-VM 2004 efter Mbulaeni Mulaudzi. Samma år deltog han vid Olympiska sommarspelen 2004 där han emellertid blev utslagen redan i semifinalen på 1 500 meter. Hans stora genombrott kom vid VM i Helsingfors 2005 då han som förste manlige friidrottare vann både 800- och 1 500 meter vid ett VM. 
Vid VM 2007 försökte han upprepa bedriften men blev slagen i finalen på 1 500 meter av Bernard Lagat och blev utslagen redan i semifinalen på 800 meter. 

## Olympiska sommarspelen 2008
Ramzi deltog vid Olympiska sommarspelen 2008 där han sprang 1 500 meter och slutade etta. Hans guld var den första guldmedaljen i friidrott för Bahrain.
Den 29 april 2009 avslöjade Bahrains Olympiska Kommitté att Ramzi under OS lämnat ett dopingprov som visat spår av Cera. I november 2009 beslöt IOK att diskvalificera Ramzi för dopingbrott och guldet gick i stället till tvåan Asbel Kipruto Kiprop. 

## Personliga rekord
- 800 meter - 1:44,05
- 1 500 meter - 3:29,14
- 1 engelsk mil - 3:51,33